# 黒子首
hockrockb（ほくろっくび）は、2018年に結成した日本の3人組ロックバンド。
2024年7月26日にバンド名の表記を黒子首からhockrockbに変更した。

## 概要
ギターボーカルの堀胃あげはが同じ専門学校に在籍していたベースのみととドラムス担当を卒業直前に誘い2017年に黒子首の前身バンドを結成。その後ドラムス担当が抜けて2018年にみとの紹介でドラムスの田中そい光が加入し現在の体制となった。 
卒業後まで全員に面識が無かったという。
バンド名は海外でも興味を持たれやすいようにと妖怪のろくろ首を由来とし、（結成当時の）メンバー全員の首のホクロを合わせた造語。
3ピースバンドとしては珍しくエレキギターを含まないバンド編成で、温もりのあるアコースティック・ギターを特徴としていたが、時には激しくエレキギターを掻き鳴らすなど、エフェクターを踏み代え、ソロを弾くなど、単音弾きとコード弾きを弾き分けることもある。
1stアルバム「骨格」から様々な楽器を入れるようになり、サポートミュージシャン(ギター江渡大悟、三井律郎、曽根巧、キーボード秦千香子、西野恵未)を入れての4〜5人体制でライブを行う事が多い。
2022年2月2日にトイズファクトリーよりメジャーデビューした。秦千香子がディレクターを務める。2024年7月26日にバンド名の表記をhockrockbに変更した。

## メンバー
- 堀胃あげは（ほりいあげは）…ボーカル・ギター担当。全ての楽曲の作詞作曲を担当。富山県出身。名前の由来は岩井俊二監督の映画『スワロウテイル』の登場人物からきている。作中に登場するYEN TOWN BANDにも音楽的に影響を受けている[4]。

使用するアコースティックギターはTACOMA。エレキギターはインフィニットのテレキャスターと姉から譲り受けたフェンダーのテレキャスターを使用している。趣味は映画鑑賞、アカデミー賞をチェックして順番に観ている。
- みと…ベース・コーラス担当。山口県出身。ジャミロクワイ、ブラン・ニュー・ヘヴィーズやR&Bに影響を受けている[3]。メンバー唯一の愛煙家であり、YouTube内の企画で作られた楽曲内にて"金髪頭の酒豪"とも紹介されている。ライブで使用しているベースは主にプレシジョンベースで、4弦と5弦を使い分けている。趣味は[5]水を飲みながら２時間ぐらいの長風呂。
- 田中そい光 （たなかそいひかる）…ドラムス・コーラス担当。埼玉県出身。なきごとのサポートドラマーとしての活動経験あり。影響を受けたアーティストとしてAqua Timez、Mr.Children、椎名林檎、銀杏BOYZ、THE NOVEMBERSなどを挙げている[6]。ポケットモンスターの大ファン[6]だかゲームはヘタと告白している。使用しているパールのドラムセットはオーストラリア限定カラーである。趣味は[5]ホラー映画と香水。ライブ前は必ず香水を振っている。自分が臭いとテンションが下ると告白している。

## 主な活動履歴
2022年
2月4日、ビバラコーリング! 大阪編 出演。
2月5日、でらロックフェスティバル 2022 出演。
2月10日、ビバラコーリング! 東京編 出演。
3月20日、SANUKI ROCK COLOSSEUM 2022（高松DIME）出演。
5月4日、VIVA LA ROCK 2022（CAVE STAGE）出演。
5月22日、MiMiNOKOROCK FES JAPAN in 吉祥寺 2022 出演。
6月4日、SAKAE SP-RING 2022 出演。
6月22日、Planet K Presents.「HOW TO GO FINAL」@吉祥寺Planet K 出演。
9月19日、TOKYO CALLING 2022 出演。
9月23日、TOKYO ISLAND出演。
10月1日、MEGA☆ROCKS 2022（仙台11ライブハウスによるサーキットイベント）出演。
10月9日、FM802 MINAMI WHEEL 2022 -Brooklyn Edition- 出演。
12月9日 - 12月17日、黒子首“ペンシルロケット”発売記念oneman tour 2022「Butterfly Crews」開催。

## ディスコグラフィ

### シングル
|              | 発売日         | タイトル                     | 販売形態     | 規格品番      | 収録内容                       | 備考                                                 |
| インディーズ | インディーズ   | インディーズ                 | インディーズ | インディーズ  | インディーズ                   | インディーズ                                         |
| ------------ | -------------- | ---------------------------- | ------------ | ------------- | ------------------------------ | ---------------------------------------------------- |
| 1st          | 2020年11月4日  | 時間を溶かしてお願いダーリン | 配信         | bigup13133106 | 1.時間を溶かしてお願いダーリン |                                                      |
| メジャー     |                |                              |              |               |                                |                                                      |
| -            | 2022年2月2日   | やさしい怪物 feat. 泣き虫☔︎  | 配信         | TFDS-00748    | 1.やさしい怪物 feat. 泣き虫☔︎  | 泣き虫☔︎とのコラボ楽曲                               |
| 1st          | 2023年7月12日  | カナヅチ                     | 配信         |               | 1.カナヅチ                     | シングルCD付トートバッグがタワーレコードにて限定発売 |
| 2nd          | 2023年10月11日 | リップシンク                 | 配信         |               | 1.リップシンク                 |                                                      |
| 3rd          | 2024年2月1日   | バタフライ                   | 配信         |               | 1.バタフライ                   |                                                      |
| 4th          | 2024年10月16日 | ラビリンス                   | 配信         |               | 1.ラビリンス                   |                                                      |
| 5th          | 2025年3月26日  | ひとつだけ                   | 配信         |               | 1.ひとつだけ                   |                                                      |

## タイアップ一覧
| 使用年 | 曲名           | タイアップ                                                                          |
| ------ | -------------- | ----------------------------------------------------------------------------------- |
| 2022年 | おぼえたて     | テレビアニメ『忍の一時』エンディングテーマ                                          |
| 2023年 | あいあい       | テレビ東京系ドラマ25『全力で、愛していいかな?』オープニングテーマ                   |
| 2023年 | カナヅチ       | 毎日放送・TBS系ドラマイズム『DIY!! -どぅー・いっと・ゆあせるふ-』オープニングテーマ |
| 2023年 | リップシンク   | テレビアニメ『鴨乃橋ロンの禁断推理』1st Seasonエンディングテーマ                    |
| 2024年 | バタフライ     | 関西テレビ ドラマ『極限夫婦』主題歌                                                 |
| 2024年 | ラビリンス     | テレビアニメ『鴨乃橋ロンの禁断推理』2nd Seasonエンディングテーマ                    |
| 2025年 | ひとつだけ     | テレビ朝日『ジャイキリダイアン』4月度エンディングテーマ                             |
| 2025年 | プレゼント交換 | 映画『愛されなくても別に』主題歌                                                    |

## 出演

### テレビ
- Love music（2021年12月12日、フジテレビ系列）「エンドレスロール」を披露[23]。

### ラジオ
- 「×music」Voices（2022年4月5日 - 2025年3月27日、ZIP-FM）火曜レギュラー[24]。
- 「KUBITTAKE!!!」（2025年4月3日 - 、ZIP-FM）毎週木曜25:30からオンエア。[25][26]